# Шереметевы
Шереме́тевы — один из виднейших боярских родов царства Русского и Российской империи, к которому принадлежал воевода, генерал-фельдмаршал Б. П. Шереметев, первым в России пожалованный (в 1706 году) титулом графа. Род внесён в Бархатную книгу.
Брак сына Б. П. Шереметева с наследницей А. М. Черкасского положил начало колоссальному «шереметевскому состоянию». Первый его обладатель, граф Н. П. Шереметев, остался в русской истории как меценат, построивший и украсивший подмосковные усадьбы Останкино и Кусково, а также основавший Странноприимный дом. В Петербурге Шереметевым принадлежал Фонтанный дом. Кроме графской, существуют и менее известные нетитулованные ветви рода; одной из них принадлежал Юринский замок.

## Происхождение и история рода
Подобно Романовым, выводят своё происхождение от Андрея Кобылы и его сына Фёдора Кошки. Пятым коленом (праправнуком) Кобылы был Андрей Константинович Беззубцев по прозвищу Шереметь, а его братом — Семён Епанча (конец XV века). 
Прозвище Шереметь происходит от термина «Кереметь» — священная роща (у язычников Поволжья), что прямо отражено на  родовом гербе Шереметевых: «Под верхней короной кумиропоклонный дуб между двумя звездами о шести лучах». Несмотря на это, многократно предпринимались попытки придать фамилии иную этимологию. Так, по Н. А. Баскакову, «Шереметь» на тюркских языках означает «бедняга»; а оксфордский филолог Б. О. Унбегаун трактует его как «лев Ахмат» (от перс. sir — «лев», ср. Шахматов). С некоторых тюркских языков керемет переводится как «отличный», «превосходный».
В XVI—XVII веках из рода Шереметевых вышло много бояр, воевод, наместников, как в силу личных заслуг, так и по родству с царствующей династией. Так, правнучка Андрея Шеремета Елена Ивановна была выдана замуж за сына Ивана Грозного царевича Ивана, по одной из версий, убитого отцом в порыве гнева в 1581 году. Пятеро внуков А. Шеремета стали членами Боярской думы. Шереметевы принимали участие во многочисленных сражениях и битвах XVI столетия: в войнах с османами, Литвой, крымчаками, в Ливонской войне, казанских походах. За службу им жаловались вотчины в Московском, Ярославском, Рязанском, Нижегородском уездах Руси.
Значительно выросло влияние Шереметевых на государственные дела в XVII столетии. В это время Шереметевы были одним из 18 родов, представители которого возводились в бояре, минуя чин окольничего. Боярин и воевода Пётр Никитич Шереметев стоял во главе обороны Пскова от Лжедмитрия II. Сын его Иван Петрович был знаменитым взяточником и расхитителем. Его двоюродный брат — Фёдор Иванович, также боярин и воевода, был видным государственным деятелем в первой половине XVII века. Он в значительной степени содействовал избранию в цари Михаила Фёдоровича Романова, был во главе московского правительства, был сторонником усиления роли Земского собора в вопросах управления государством и страной.
Графская ветвь рода происходит от фельдмаршала Бориса Шереметева (1662—1719), который в 1706 году за усмирение восстания в Астрахани был возведён в графы.

## Шереметевы в XVI веке
- Иван Андреевич (? —1521) — старший сын Андрея Шеремета, сын боярский и воевода, убит в бою с крымскими татарами в 1521, первый носитель фамилии.
- Василий Андреевич (? —1548) — средний сын Андрея Шеремета, московский дворянин и воевода.
- Иван Васильевич Большой (? —1577) — сын Василия Андреевича, боярин и воевода.
- Семён Васильевич (? —1561) — сын Василия Андреевича, военный и государственный деятель, боярин и воевода.
- Никита Васильевич (? —1564) — сын Василия Андреевича, военный и государственный деятель, окольничий, боярин и воевода.
- Иван Васильевич Меньшой (? —1577) — сын Василия Андреевича, боярин и воевода, член Избранной рады.
- Фёдор Васильевич (ок. 1540 — ок. 1590) — сын Василия Андреевича, боярин и воевода.
- Пётр Никитич (ок. 1564—1610) — сын Никиты Васильевича, стольник, боярин и воевода.
- Елена Ивановна — дочь Ивана Меньшого, жена царевича Иоанна Иоанновича

## Шереметевы в XVII веке
- Фёдор Иванович (ок. 1570—1650) — сын Ивана Васильевича Меньшого, русский государственный деятель.
- Борис Петрович (? — 1650) — сын Петра Никитича, военный и государственный деятель, дворянин московский, боярин и воевода.
- Василий Петрович (? —1659) — сын Петра Никитича, комнатный стольник, боярин, воевода в Нижнем Новгороде
- Иван Петрович (? —1647) — сын Петра Никитича, деятель времён Смуты и правления царя Михаила Фёдоровича.
- Василий Борисович (1622—1682) — сын Бориса Петровича, военный и государственный деятель, стольник, боярин, воевода.
- Пётр Васильевич Большой (? —1690) — сын Василия Петровича, военный и государственный деятель, боярин, воевода.
- Матвей Васильевич (1629—1657) — сын Василия Петровича, военачальник и государственный деятель, стольник и воевода.
- Борис Петрович (1652—1719) — сын Петра Васильевича Большого, граф (1706), сподвижник Петра I, ближний боярин (1686), генерал-фельдмаршал (1701).
- Михаил Борисович (1672—1714) — сын Бориса Петровича, генерал-майор.

## Шереметевы в XVIII веке

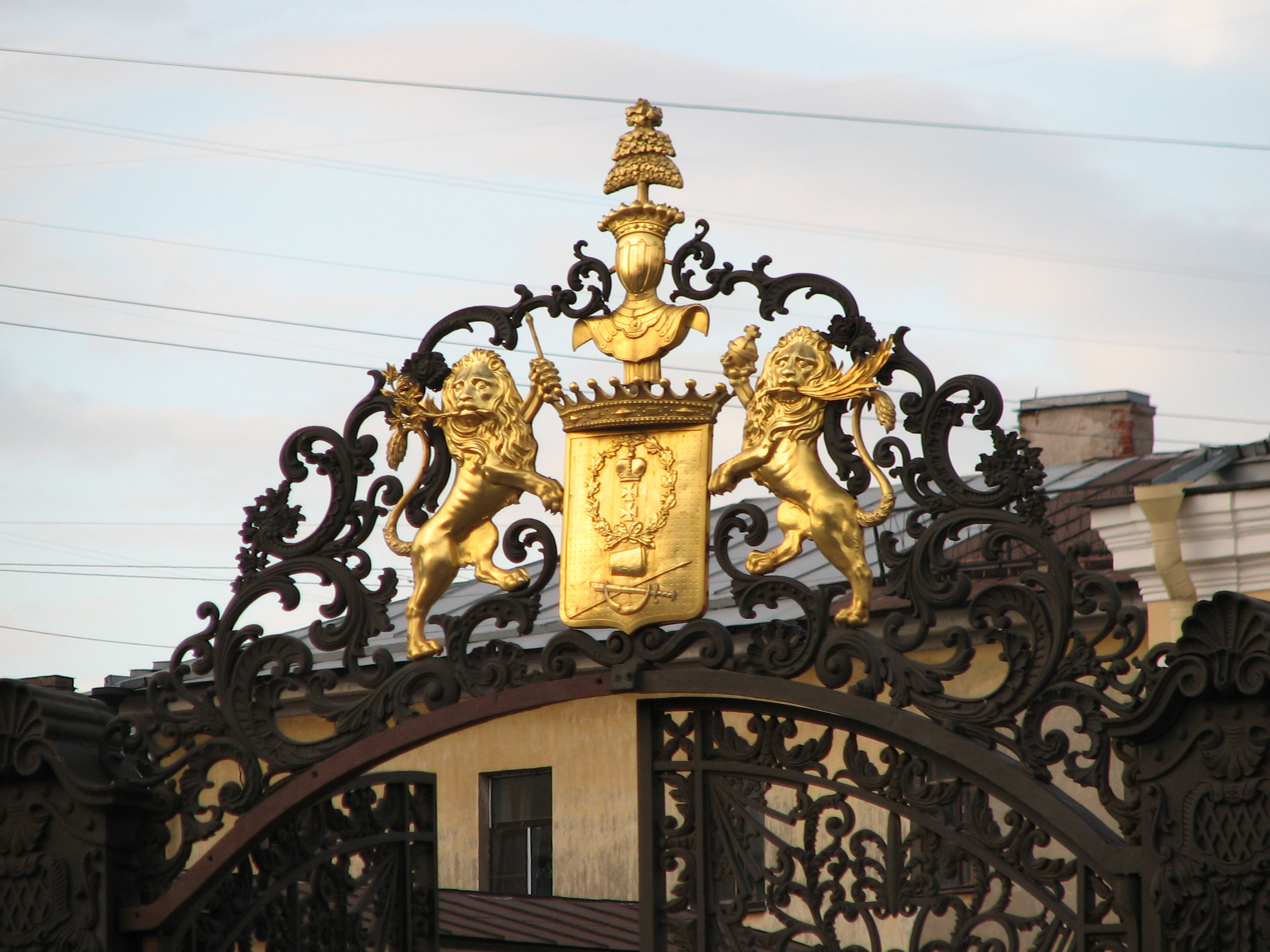
Герб при въезде в Шереметевский дворец на берегу Фонтанки

- Пётр Борисович (1713—1788) — сын Бориса Петровича, генерал-аншеф (1760), генерал-адъютант (1760), обер-камергер (1761), товарищ детства императора Петра II, камергер комнаты принцессы Анны Леопольдовны (1739), сенатор (1762), с 1768 в отставке.
- Наталья Борисовна (1714—1771), в замужестве княгиня Долгорукова — дочь Бориса Петровича, одна из первых и самых знаменитых в России мемуаристок.
- Анна Петровна (1744—1768) — дочь Петра Борисовича, фрейлина.
- Николай Петрович Шереметев (1751—1809) — сын Петра Борисовича, покровитель искусств, муж крепостной актрисы Прасковьи Жемчуговой.

## Шереметевы вXIX веке
- Дмитрий Николаевич (1803—1871) — сын графа Николая Петровича Шереметева, камергер и гофмейстер, известен своей благотворительной деятельностью.
- Сергей Дмитриевич (1844—1918) — сын Дмитрия Николаевича, историк и генеалог, общественный деятель, обер-егермейстер (1904), почетный член Императорской Санкт-Петербургской Академии Наук (1890), член Государственного совета (1900).
- Александр Дмитриевич (1859—1931) — сын Дмитрия Николаевича, российский музыкальный меценат, начальник Придворной певческой капеллы, основатель Российского Пожарного общества.
- Василий Александрович (1795—1862) — действительный тайный советник (1857).
- Василий Васильевич (1794—1817) — убит на «четверной дуэли» (24.11.1817 Шереметев—Завадовский—Грибоедов—Якубович) из за балерины Истоминой.
- Николай Васильевич (1804—1849) — участник Северного тайного общества. Брат В. В. Шереметева.

## Шереметевы вXX веке
- Сергей Дмитриевич Шереметев (1844—1918) — русский государственный деятель, коллекционер, историк.
- Дмитрий Сергеевич Шереметев (1869—1943) — граф, флигель-адъютант, друг детства императора Николая II.
- Александр Дмитриевич Шереметев (1859—1931) — российский меценат и музыкант-любитель.
- Павел Сергеевич Шереметев (1871—1943) — граф, историк и художник.
- Шереметев, Николай Петрович (1903—1944) — внук С. Д. Шереметева, скрипач и концертмейстер Театра Вахтангова, супруг актрисы Цецилии Мансуровой.
- Пётр Петрович Шереметев (род. 13 сентября 1931, Кенитра, Марокко) — архитектор, меценат и общественный деятель. Председатель Российского музыкального общества в Париже и ректор Парижской русской консерватории имени С. Рахманинова. Председатель президиума Международного совета российских соотечественников.
- Василий Павлович Шереметев (1922—1989) — художник, меценат[4].
- Николай Дмитриевич Шереметев (15 [28] октября 1904, Москва — 5 февраля 1979, Париж), муж Ирины Феликсовны Юсуповой (21 марта 1915, Петербург — 30 августа 1983, Кормель), отец Ксении Николаевны Шереметевой-Сфирис, родившейся 1 марта 1942 в Риме.